# Reince Priebus
Reinhold Richard Priebus, detto Reince (Dover, 18 marzo 1972), è un politico e avvocato statunitense, membro del Partito Repubblicano e capo di gabinetto della Casa Bianca sotto l'amministrazione Trump dal 20 gennaio al 31 luglio 2017.

## Biografia
Nato a Dover, nel New Jersey, crebbe a Netcong fino a trasferirsi all'età di sette anni con la famiglia a Green Bay, nel Wisconsin. Proveniente da una famiglia di origini britanniche, greche e tedesche, Priebus frequentò l'Università del Wisconsin a Whitewater, dove si laureò in scienze politiche. Dopo la laurea è stato impiegato per il Comitato per l'educazione all'Assemblea generale del Wisconsin.
In seguito si iscrisse all'Università di Miami, dove ha lavorato come impiegato per la Corte d'Appello del Wisconsin prima di laurearsi in legge, della cui facoltà è stato anche presidente del corpo studentesco, lavorando poi in uno studio legale.
Alla fine del 2010 si candidò per ricoprire il ruolo di Presidente del Partito Repubblicano. Venne infine eletto il 14 gennaio 2011 entrando in carica il giorno stesso.
Il 13 novembre 2016 venne nominato dal presidente eletto Donald Trump a rivestire la carica di capo di gabinetto della Casa Bianca nel suo nuovo governo. Prestò giuramento il 20 gennaio 2017. Il 27 luglio successivo però, a seguito di una disputa secondo cui Priebus sarebbe responsabile di una fuga di notizie, rassegnò le dimissioni e al suo posto succedette John F. Kelly.